# Calvariekapel (Hoensbroek)
De Calvariekapel is een kapel in Hoensbroek in de Nederlands Zuid-Limburgse gemeente Heerlen. De kapel staat aan de splitsing van de Juliana-Bernhardlaan en de St. Jansstraat op ongeveer 50 meter te noordwesten van de Johannes Evangelistkerk.
De kapel is gewijd aan het calvarie.

## Geschiedenis
In 1906 werd de kapel gebouwd en stond toen aan het einde van een kerkmuur.
In 2006 werd de kapel verplaatst en op 17 september 2006 werd de kapel opnieuw ingezegend door de bisschop Frans Wiertz.

## Bouwwerk
De bakstenen kapel heeft de vorm van een rechthoekige pilaar waarop aan de voorzijde een kruis is aangebracht en wordt gedekt door een golvend dak. Het dak van de kapel heeft de vorm van een drielobboog, met aan het uiteinde een extra krul. Ter hoogte van het basement is de kapel iets breder.
In de frontgevel is in de vorm van een kruis een wit reliëf aangebracht van de kruisiging van Jezus.
Onder het kruis is een hardstenen gedenksteen aangebracht met de tekst:

MCMVI·MMVI(1906·2006)